# Списак окршаја током Другог светског рата
Следи списак војних окршаја током Другог светског рата који укључује копнене, поморске и ваздушне окршаје, као и походе, операције, дефанзивне линије и опсаде. Походи су начелно шире стратешке операције спровођене на широј територији током дужег временског периода. Битке се односе на краће периоде интензивних борби на ограниченој територији током ограниченог временског периода. Међутим, употреба ових термина, и називање догађаја није увек конзистентно. На пример, битка за Атлантик је мање-више била читаво бојиште, и такозвана битка је трајала током целог рата. Још један пример је Битка за Британију, која је пре поход, него битка.

## Већи походи

### Европско бојиште
- Блицкриг
  - Инвазија на Пољску (Operation Fall Weiss) - види Хронологију Пољског септембарског похода
  - Лажни рат
  - Норвешки поход - види и хронологију Норвешког похода
    - Инвазија на Данску и Норвешку (Operation Weserübung)
    - Савезнички поход у Норвешкој

  - Битка за Француску (Fall Gelb)
  - Битка за Британију (+ операција Морски лав, немачки план за инвазију на Британију: Unternehmen Seelöwe )
  - Балканска кампања (Априлски рат и операција Марита)
- Источни фронт
  - Немачка инвазија на Совјетски Савез (операција Барбароса)
  - Настављени рат - Наставак руско-финског Зимског рата
- Западни фронт
  - Италијански поход
  - Битка за Нормандију (операција Оверлорд)
  - Поход у северној Француској
  - Поход у јужној Француској (Operation Dragoon)
  - Битка за Зигфридову линију

### Азијско и пацифичко бојиште
- Други кинеско-јапански рат
- Америчко-британско-холандско-аустралијска команда
- Операције Пацифичког бојишта
  - Поход на Соломонска острва
  - Бојиште југозападног Пацифика
    - Поход на Борнео
- Бојиште југоисточне Азије
  - Бурмански поход
  - Кинеско-бурманско-индијско бојиште
- Совјетски манџурски поход 1945. (операција Августовска олуја)

### Блискоисточно бојиште
- Блискоисточни поход
  - Англо-ирачки рат
  - Сиријско-либански поход
  - Персијски коридор

### Афричко и Медитеранско бојиште
- Северноафрички поход - Пустињски рат
  - Туниски поход
  - Египатско-либијски поход
- Западноафрички поход
- Источноафрички поход
- Италијански поход

## Битке

### 1939.
- Инвазија на Пољску
  - Битка на Бзури
  - Битка за Млаву
  - Битка за Томасов Лубелски
  - Битка за Кок
  - Битка за Варшаву
  - Битка за Модлин
- Сарска офанзива - француски напад на Сар
- Зимски рат
  - Битка за Толвајарви
  - Битка за Суомусалми
- Битка за Чангша - Други кинеско-јапански рат
- Битка код Ла Плате

### 1940.
- Битка за Атлантик - име за сукобе у Атлантику између 1940. и 1945.
- Зимски рат
  - Битка за Колаа
  - Битка за Хонканиеми - једина тенковска битка током Зимског рата.
- Битка за Нарвик - мања савезничка победа на Арктику.
- Битка за Намсос - неуспели савезнички покушај да зауставе Немце у Норвешкој.
- Битка за Холандију - Fall Gelb, Немачка осваја Холандију
- Битка за Белгију - Fall Gelb, Немачка осваја Белгију снажним ударом из ваздуха.
- Битка за Француску - Fall Gelb, Немачка осваја Француску, и наноси пораз Експедиционим снагама и Француској војсци.
- Битка за Денкерк - Динамо, бекство поражених Британских експедиционих снага.
- Битка за Британију - Немци неуспешно покушавају да бомбардовањем поразе Британију.
- Грчко-италијански рат - Италијани врше инвазију на Грчку из Албаније, али их Грци истерују.
  - Битка за Пиндус
- Битка за Таранто - британски авиони са носача уништавају италијанску флоту у луци Таранто.
- Битка стотину пукова - велико ангажовање Кинеске комунистичке армије против Јапанске царске армије.

### 1941.
- Битка за рт Матапан - британска флота наноси пораз италијанској флоти.
- Битка за Дански мореуз - Бизмарк потапа ХМС Худ
- Априлски рат - Немачка и њени савезници врше инвазију на Југославију.
- Битка за Грчку - Немачка врши инвазију на Грчку преко Бугарске.
- Битка за Крит - немачки падобранци освајају Крит, уз велике губитке.
- Операција Барбароса - немачка инвазија на Совјетски Савез
  - Битка за Смоленск
  - Битка за Кијев 
  - Битка за Москву - совјетски бранитељи одбацују немачку групу армија Центар (1941—1942)
- Напад на Перл Харбор - Јапанци у изненадном нападу уништавају флоту САД
- Битка за Сингапур - јапански торпедни чамац потопио ХМС Принц од Велса и ХМС Репулс.
- Битка за Чангша - Други кинеско-јапански рат
- Битка за Пиен Кирикан - јапанска успешна инвазија на Тајланд.

### 1942.
- Битка за Макасар мореуз - америчке и холандске снаге нападају јапански конвој.
- Битка за Дражгоже - први фронтални окршај на словеначком тлу, са немачким окупатором.
- Битка за Јаванско море - Јапанци уништавају савезничку морнаричку ескадрилу.
- Битка за мореуз Бадунг - савезнички ноћни морнарички напад претрпео тежак пораз од Јапанаца.
- Напади на Савезнике у Индијском океану - јапански напади на Британску источну флоту. Велики губици Британаца.
- Битка за Ржев (Операција Марс) — немачка победа и пропаст офанзиве под командом Георгија Жукова
- Битка за Корегидор - снаге генерала Вејнрајта се предају.
- Битка за Нанос - 800 италијанских војника врши опсаду 50 словеначких партизана.
- Битка у Коралном мору - прва битка између носача авиона. САД изгубили УСС Лексингтон; Јапанци победили тактички, али изгубили стратешки.
- Битка за Бир Хакејм
- Битка код Мидвеја - Американци изгубили УСС Јорктаун; Јапанци изгубили четири носача авиона.
- Конвој PQ-17 - 27 кренула са Исланда 17. јуна ка Мурманску - 5. јула 10 бродова стигло до Мурманска.
- Битка за Алеутска острва - Јапанци извршили инвазију и окупирали два острва на Аљаском алеутском архипелагу, као део варке у циљу да се прикрије припремљена замка код Мидвеја. Стране трупе нису избачене са америчког тла до следеће године.
- Прва битка за Ел Аламејн - Британска осма армија зауставила Ромелове снаге у Египту
- Друга битка за Ел Аламејн - Монтгомеријеве снаге Осме армије избациле Ромела из Египта
- Битка за Севастопољ - Немци га освојили након осмомесечне опсаде.
- Битка за Чангша
- Поход на пут Кокода - Аустралијанци успорили јапанску офанзиву на Порт Морезби.
- Битка за Гвадалканал - почетак савезничке акције на Соломонским острвима
- Битка код острва Саво - Јапанци потопили четири америчке крстарице.
- Битка на реци Тенару - Прва већа офанзива јапански копнених снага на Гвадалканалу
- Напад на Дјеп - операција Јубилеј је био савезнички амфибијски напад на луку Дијепе у Француској. Тактичка катастрофа за савезнике, али су научили лекције које ће применити у каснијим амфибијским операцијама укључујући Дан Д.
- Битка за Стаљинград - Паулусова 6. армија опседала град; од 23. новембра, Совјети опколили и уништили 6. армију; најкрвавија битка у историји, приближно 1,8 милиона мртвих.
- Битка за Источна соломонска острва - потопљен јапански носач авиона Рјуџо.
- Битка код рта Есперанс - близу Гвадалканала
- Битка код острва Санта Круз - близу Гвадалканала, потопљен УСС Хорнет.
- Операција Бакља - савезничка искрцавања у северној Африци, и успешан пуч француског покрета отпора у Алжиру.
- Поморска битка за Гвадалканал - САД поразиле Јапан. Прекретница.
- Битка код Тасафаронге
- Друга битка за Харков - неуспели совјетски покушај да поново заузму Харков.
- Битка за Чангша - Други кинеско-јапански рат
- Битка у заливу Милне
- Битка за Мадагаскар

### 1943.
- Битка за Осанкарицу - преко 200 Немаца масакрирало свих 69 мушкараца и жена Похорског батаљона. Немци имали 19 мртвих и 31 рањеног.
- Битка код острва Ренел - јапански бомбардери потопили крстарицу.
- Битка за Гвадалканал - савезници заузели острво.
- Трећа битка за Харков - Немци поново заузели Харков.
- Битка за Касерински пролаз - битка између оклопних снага САД и Немачке у Тунису
- Битка на Неретви - велика немачка офанзива против партизана у Југославији.
- Битка за острва Командорски - поморски окршај између САД и Јапана у Беринговом мору.
- Битка у Бизмарковом мору - САД потапају јапански транспорт
- Устанак у Варшавском гету - 5.000 Јевреја и 2.000 Немаца погинуло.
- Битка на Сутјесци - неуспела офанзива снага Осовине против југословенских партизана.
- Битка за дворац Турјак - словеначки партизани освојили дворац који је чувала словеначка сељачка стража.
- Курска битка - Немци напали курску избочину код Орела и Белгорода, Руси их одбили. По некима највећа тенковска битка у историји.
- Битка за Кијев - Совјети поново заузели Кијев
- Напад на Швајнфурт - прекретничка ваздушна битка између Луфтвафеа и америчке авијације, позната као црни четвртак.
- Мисија Швајнфурт-Регензбург - још једна дневна ваздушна битка.
- Битка за Тараву

### 1944.
- Битка за Цистерну - део операције Шљунак, 1, 3, и 4. батаљон америчких ренџера покушао да освоји град Цистерну.
- Битка за Монте Касино - четири битке у Италији од јануара до маја. Савезници коначно отворили пут ка Риму.
- Битка за Нормандију - савезници врше инвазију на северну Француску (операција Оверлорд).
- Битка за Филипинско море - велика битка носача. САД изгубиле 123 авиона, а Немци 315.
- Десант на Дрвар - немачки покушај да заробе Тита у Дрвару, ваздушним десантом
- Маријански поход - америчка инвазија на Сајпан (15. јун), Гвам (21. јул), и Тиниан (24. јул)
- Битка за Имфал и Битка за Кохиму - покушај јапанске инвазије на Индију пропада уз велике губитке.
- Операција Багратион - совјетска офанзива уништава немачку групу армија Центар на Источном фронту.
- Битка за Фонтенеј
- Битка за Тали-Иханталу - Финци заустављају совјетску офанзиву.
- Варшавски устанак - 20.000 наоружаних Пољака против 55.000 војника Вермахта и СС-а. 90% града уништено, више од 250.000 погинулих.
- Операција Драгун - савезничка инвазија на јужну Француску.
- Битка за Пелелиу
- Битка за Арнхем - велика битка током Операције Маркет Гарден; савезници дошли до Рајне, али нису успели да је пређу. Британска Прва ваздушно-десантна дивизија уништена.
- Битка за Шелдт - канадска победа. Решени логистички проблеми савезника, и отворена лука Антверпен за снабдевање директно на фронт.
- Битка за Хуртгенску шуму - тврдоглав немачки отпор, страховити губици Американаца.
- Битка за Брдо распећа - америчка 18. пешадијска и 1. пешадијска дивизија заузеле Брдо распећа, кључну позицију за опкољавање Ахена.
- Битка за Ахен - Ахен је био први велики немачки град који је нападнут током Другог светског рата.
- Битка за залив Лејте - највећа ваздухопловно-поморска битка у историји.
- Операција Краљица
- Битка за избочину - немачки противнапад на Арденима
- Битка за Лејте
- Битка за Пелелиу
- Битка за Хенгјанг

### 1945.
- Операција Слон - савезничка офанзива у Холандији.
- Операција Блеккук
- Операција Пролећно буђење - немачки противнапад у Мађарској.
- Битка за Минданао - америчка инвазија на Филипине.
- Битка за Иво Џиму - након месец дана, Американци заузимају острво
- Операција Версити - 134 савезничке једрилице искрцале трупе у Вајселу.
- Битка за Зеловске висове
- Битка за Берлин - совјетске снаге опколиле и освојиле немачку престоницу, Хитлер починио самоубиство.
- Битка за Трст - Британци и Југословени освојили град.
- Битка за Пољану - последња битка током Другог светског рата у Европи.
- Битка за Мандалеј - индијске и британске снаге избацују Јапанце из Бурме.
- Битка за Окинаву
- Битка за Манџурију - совјетске снаге ослобађају Манџурију.

## Опсаде
- Опсада Варшаве (1939)
- Опсада Лењинграда
- Опсада Лвова
- Опсада Модлина
- Опсада Новоросијска
- Опсада Одесе
- Опсада Севастопоља
- Опсада Тобрука
- Опсада Москве

## Поморски окршаји
Општи:
- Арктички конвоји
- Друга битка за Атлантик - назив са сукобе у Атлантском океану између 1940. и 1945.
- Битка за Средоземље

Појединачни
1939:
- Битка код Ла Плате

1940:
- Прва битка за Нарвик
- Друга битка за Нарвик

1941:
- Битка код рта Матапан
- Битка за Перл Харбор

1942:
- Битка у Коралном мору
- Битка код Мидвеја
- Битка за Гвадалканал

1943:
- Битка за острва Командорски

1944:
- Битка за залив Лејте

## Велика бомбардовања
- Бедекер напади
- Бомбардовање Чунгкинга
- Бомбардовање Ковентрија
- Бомбардовање Дрездена
- Бомбардовање Хамбурга
- Бомбардовање Београда
- Бомбардовање Хелсинкија - фебруара 1944, у великој мери неуспешно.
- Бомбардовање Хирошиме - нуклеарна бомба избачена из Б-29, разорила град.
- Бомбардовање Касела
- Бомбардовање Лондона
- Бомбардовање Либека
- Бомбардовање Нагасакија - нуклеарна бомба избачена из Б-29 разорила град.
- Бомбардовање Нарве
- Бомбардовање Перл Харбора
- Бомбардовање Ростока
- Бомбардовање Ротердама
- Бомбардовање Стаљинграда
- Бомбардовање Талина
- Бомбардовање Токија
- Бомбардовање Варшаве

## Одбрамбене линије
- Атлантски бедем
- Генералштабна линија
- Густав линија
- Мажино линија
- Манерхајм линија
- Метаксасова линија
- Зигфридова линија
- Таунтон стоп линија

## Истовремени ратови
- Англо-ирачки рат
- Кинески грађански рат
- Грчки грађански рат
- Други италијанско-абисинијски рат
- Кинеско-јапански рат
- Совјетско-јапански гранични рат
- Шпански грађански рат
- Зимски рат (Руско-фински рат), Настављени рат, Лапонски рат